# Gunnsteinsstaðafjall
Gunnsteinsstaðafjall är ett berg i republiken Island. Det ligger i regionen Norðurland vestra, 180 km nordost om huvudstaden Reykjavík. Toppen på Gunnsteinsstaðafjall är 829 meter över havet, eller 472 meter över den omgivande terrängen. Bredden vid basen är 3,8 km.
Trakten runt Gunnsteinsstaðafjall är nära nog obefolkad, med mindre än två invånare per kvadratkilometer. Närmaste större samhälle är Blönduós, omkring 18 kilometer nordväst om Gunnsteinsstaðafjall. Trakten runt Gunnsteinsstaðafjall består i huvudsak av gräsmarker.